# Compsothespis anomala
Compsothespis anomala är en bönsyrseart som beskrevs av Henri Saussure 1872. Compsothespis anomala ingår i släktet Compsothespis och familjen Amorphoscelidae. Inga underarter finns listade i Catalogue of Life.